# Sloan Doak
Sloan Doak   (Taylor, 28 de gener de 1886 - Comtat de Baltimore, 10 d'agost de 1965) va ser un genet i militar estatunidenc que va competir durant la dècada de 1920 i que va disputar tres edicions dels Jocs Olímpics.
El 1907 es llicencià a West Point. Exercí d'instructor a l'escola de cavalleria de Fort Riley, Kansas. Allà jugà a polo. Es va retirar de l'exèrcit el 1936, on arribà a ocupar el rang de coronel.
El 1920, als Jocs d'Anvers, disputà tres proves del programa d'hípica. La cinquena posició en la prova de salts d'obstacles per equips fou la millor classificació. Quatre anys més tard, als Jocs de París, disputà quatre proves del programa d'hípica. Va guanyar la medalla de bronze en el concurs complet individual, amb el cavall Pathfinder, mentre en la resta de proves els seus resultats foren discrets. La tercera i darrera participació en uns Jocs fou el 1928, a Amsterdam, on disputà, sense obtenir resultats destacats, dues proves del programa d'hípica.